# Stephen Hendry
Stephen Gordon Hendry (Edinburgh, 1969. január 13. –) skót nemzetiségű profi snooker játékos. 1990-ben a legfiatalabb világbajnok lett 21 évesen szerzett profi világbajnoki címével.
7-szeres világbajnok játékos, 1992 és 1996 között zsinórban 5 világbajnoki címet nyert.

## Karrier

### Amatőr évek (1981–1985)
Hendry 1981-ben, 12 éves korában kezdett el játszani. 2 évvel később megnyerte a Skót 16 éven aluliak bajnokságát. A következő évben a Skót Amatőr Bajnokság győztese lett, és legfiatalabb játékosként indulhatott az Amatőr Világbajnokságon is. 1985-ben megvédte címét a Skót Amatőr Bajnokságon, majd az amatőr világot felhagyva profi játékos lett belőle. 16 évesen és 3 hónaposan a legfiatalabb profi játékos vált belőle.

### Korai profi évek (1986–1988)
Az első évében rögtön a legfiatalabb Skót Professzionális Bajnok lett. Ezzel ő lett minden idők legifjabb játékosa, aki indulási jogot szerzett magának a profi Világbajnokságra, ezen rekordot mind a mai napig ő tartja. A vb-meccsét 10-8 arányban elveszítette Willie Thorne ellen, játéka azonban hatalmas tapsot kapott a nézőktől.
A következő évben is megtartotta skót bajnoki címét, és negyeddöntőbe jutott a Grand Prix-n valamint a világbajnokságon is.

### Visszavonulás
Hendry 2012. május 1-jén jelentette be visszavonulását, miután a világbajnokság negyeddöntőjében 13–2-re kikapott Stephen Maguire-től. Hendry a vb-n maximum break-et lökött az első fordulóban.

## Magyarul megjelent művei
- Életem az asztalon. Önéletrajz; ford. Tóth Bálint; Snooker Future Kft., Bp., 2019